# Adolphe Dubreuil

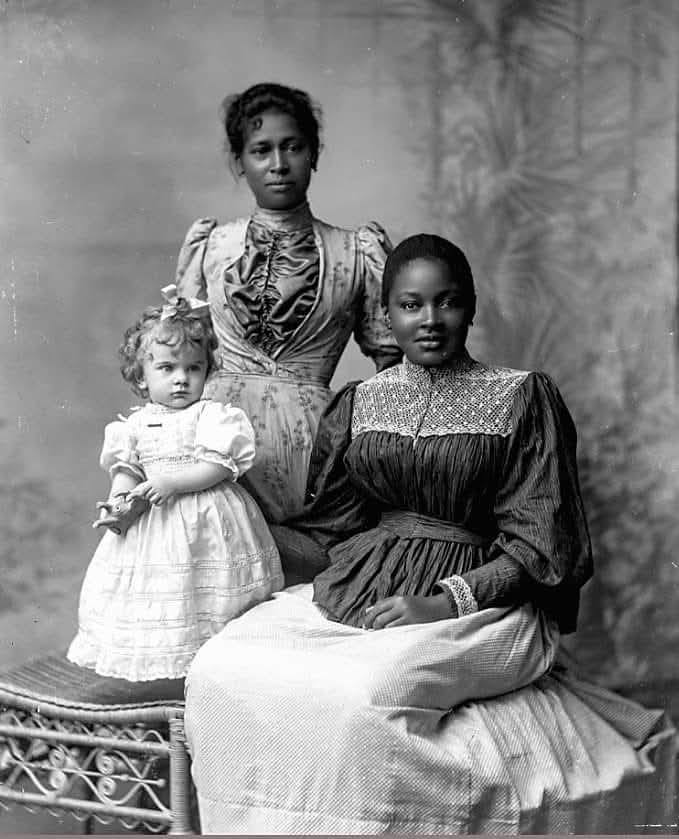
Portrét chůvy s dítětem, o které pečovala, byl odrazem vysokého socioekonomického postavení rodiny. Tyto fotografické portréty pořizovali Eugenio Courret a jeho nástupce Adolphe Dubreuil ve svém ateliéru Courret v centru Limy. Na fotografii Dubreuila z roku 1896 je zachycen Roberto Augusto Baudrot se svými dvěma mladými chůvami. Chlapec byl synem úspěšného francouzského obchodníka usazeného v Limě.

Adolphe Dubreuil Philippe (1844, Lima – po roce 1910) byl peruánský fotograf francouzského původu, který významně ovlivnil vývoj portrétní fotografie v Limě na přelomu 19. a 20. století. Narodil se jako syn Francisca Adolfa Dubreuila a Emilie Philippe, která spolupracovala s Eugeniem Courretem. Od roku 1892 měl Adolphe Dubreuil na starosti vedení studia Courret, po jehož boku pracoval i jeho syn René Dubreuil.

## Životopis
V roce 1840 se v Limě usadil francouzský obchodník Francisco Adolfo Dubreuil a jeho žena Emilia Philippe; věnovali se módnímu průmyslu a nahradili některé obchody svých krajanů, kteří zemi opustili kvůli rozpadu Peruánsko-bolivijské konfederace. Dne 8. května 1842 přijel do Callaa Maximiliano Danti, muž, který v Peru zavedl daguerrotypii. Vystavoval ve výloze obchodu francouzské krejčovny Emilie Philippe de Dubreuil na ulici Mercaderes č.p. 15 své portréty a pohledy. V roce 1844 se v Limě narodil Adolphe Dubreuil Philippe. V roce 1855 rozšířili Dubreuilové ve spolupráci s Pierrem Ducassem svůj dovozní byznys. Roku 1861 se Dubreuilovi připojili k Perretovi v podnikání. V roce 1871 spojil Eugenio Courret síly s Adolphem Dubreuilem, aby získal nového manažera a mohl zrušit likvidační smlouvu, kterou podepsal se svým bratrem Aquilesem. V roce 1884 se Adolphe Dubreuil oženil v kostele Tabernacle s 23letou Clarou Coutierovou. Jeho žena byla francouzské národnosti. V roce 1887 se název studia Courret změnil na Courret & Co. To naznačuje spojení s dalšími fotografy. Je zcela pochopitelné, že své ateliéry převedl na Adolphe Dubreuila, přítele z dětství, žáka, partnera a jednoho ze svých nejlepších pracovníků. V roce 1892 Eugenio Courret kvůli zdravotním problémům odjel do Francie a podnikání zanechal svému nejbližšímu partnerovi Adolphu Dubreuilovi. V letech 1905 až 1908 pracovali Adolphe Dubreuil po boku Teófila Castilla na vedení ateliéru. V roce 1914 je Adolphe Dubreuil zmiňován jako majitel ateliéru Courret. O rok později René Dubreuil oznámil zahájení rozhlasového vysílání, událost, která v následujícím roce změnila životy mnoha Peruánců. V roce 1935 firma „E. Courret et Cia.“ nakonec zkrachovala z několika důvodů. Toto rozhodnutí učinil René Dubreuil krátce po smrti svého otce Adolpha.

## Společenská prestiž
V 19. století byly v Limě běžnou součástí elitních domácností kojné, často afroperuánského původu. Po zrušení otroctví v roce 1854 se mnohé bývalé otrokyně živily jako najaté kojné (tzv. „placená laktace“). Přítomnost kojné byla vnímána jako znak vysokého sociálního statusu a bohatství rodiny. Kojné nejen kojily, ale i vychovávaly děti a navazovaly s nimi hluboké citové vazby, přestože vztah zůstával nerovný. Afroperuánky byly preferovány z tradice a kvůli zakořeněným rasovým představám. Tento fenomén byl hojně dokumentován fotografiemi pořízenými v ateliéru Courret, který vedli Eugène Courret a později Adolphe Dubreuil. Na snímcích jsou často zachyceny kojné s dětmi, o které pečovaly. Tyto portréty měly reprezentativní účel a potvrzovaly společenskou prestiž rodiny. Podobná praxe existovala napříč Hispanoamerikou a odrážela sociální hierarchii i genderové a rasové nerovnosti. Fotografické portréty tak slouží nejen jako památka, ale i jako historický důkaz dobové struktury společnosti.